# Азербайджанский государственный музей театра
Азербайджанский Государственный Музей Театра им. Джафара Джаббарлы — первый в Азербайджане музей, посвященный истории азербайджанского театра.

## История
Музей создан в 1934 году. Основателем и первым директором музея был Ага Керим Шарифов. Музей расположен в здании Музейного центра. Изначально музей располагался в здании Театра азербайджанской драмы (Театра Тагиева), позже был переведен в здание церкви в Ичери-шехер.
25 ноября 1934 года состоялась торжественная церемония открытия музея. В мероприятии приняли участие известные художники Бюльбюль, Шовкат Мамедова, Гусейнкулу Сарабски, Александр Туганов, Ульви Раджаб, Исмаил Хидаятзаде и другие.
В 1935 году музей был назван в честь азербайджанского драматурга Джафара Джаббарлы.
В 1963 году Азербайджанский государственный театральный музей был ликвидирован, и стал театром и драматическим отделом Музея азербайджанской литературы им. Низами.
В 1968 году правительство Азербайджанской ССР приняло решение об организации на базе этого отдела Азербайджанского государственного театрального музея имени Дж. Джаббарлы . Вновь созданному музею предоставили комнаты на 4-м этаже здания музея литературы им. Низами.
В 1991 году филиал Музея им. Ленина (Москва) был передан в подчинение Министерства культуры и туризма Азербайджана. В здании филиала был создан Музейный центр, Государственный музей ковра и прикладного искусства и Музей независимости. Музей театра также находится в этом здании. Таким образом, была создана богатая экспозиция истории азербайджанского театра.
В 2004 году музей был удостоен награды «Золотой странник» за комплектование и хранение материалов по истории театра.

## Экспозиция
В коллекции музея более 137 000 экспонатов.
Коллекция музея состоит из различных экспонатов, в том числе фотографий, афиш, рукописей режиссёров, актёров и драматургов, писем, ролевых тетрадей, негативов спектаклей, одежды и эскизов декораций, магнитофонных лент и дисков с голосами выдающихся актёров, рукописи, письма. В музее находится коллекция, которая отображает в себе историю азербайджанского театра.
Посетители могут увидеть афишу первого театрального представления, которое было сыграно на основе комедии Мирзы Фатали Ахундова «Визирь Ленкораньского ханства» (1873 год), фотография первой театральной труппы (1888 год), кинолента представления «Гамлет» (1926 год), а также программа премьеры первой на Востоке оперы «Лейли и Меджнун» (1908 год).